# Saint-Hilaire-le-Châtel
Saint-Hilaire-le-Châtel är en kommun i departementet Orne i regionen Normandie i nordvästra Frankrike. Kommunen ligger i kantonen Mortagne-au-Perche som tillhör arrondissementet Mortagne-au-Perche. År 2022 hade Saint-Hilaire-le-Châtel 668 invånare.

## Befolkningsutveckling
Antalet invånare i kommunen Saint-Hilaire-le-Châtel
| Referens: INSEE |